# Jardim da Saúde
O Jardim da Saúde é um bairro nobre de classe média alta, do município de São Paulo, localizado no distrito da Cursino. É um bairro-jardim planejado, idealizado pelo Engenheiro Jorge de Macedo Vieira, que trabalhou na Companhia City (a mesma que projetou a região dos Jardins).
O bairro tem conceito de cidade jardim com grande número de árvores e praças, conceito muito utilizado na Europa, o que fez aumentar muito a especulação imobiliária na região. Também apresenta uma grande concentração da colônia japonesa da cidade. Em 2002, foi tombado como patrimônio do município pelo CONPRESP (Conselho de Preservação do Patrimônio Histórico, Urbanístico, Paisagístico e Ambiental do Município de São Paulo). Bairro localizado a 20 minutos da Avenida Paulista, 10 minutos do Aeroporto de Congonhas e 15 minutos do Parque do Ibirapuera. É delimitado pela Avenida Bosque da Saúde, Avenida Professor Abraão de Moraes, Rua Loreto e Avenida Tancredo Neves. O Shopping Plaza Sul se localiza neste bairro. Veja mapa em * «Site da Associação dos Moradores do Jardim da Saúde»
O Jardim da Saúde é Zona Exclusivamente Residencial de Baixa Densidade (ZER1), com 4 bolsões residenciais e corredores de comércio e serviço (Av. Bosque da Saúde, Av. do Cursino e Av. Ribeiro Lacerda).
A Associação de Moradores do bairro, a Associação dos Moradores do Jardim da Saúde, tem como principal pauta a manutenção do bairro como uma Zona Exclusivamente Residencial de Baixa Densidade (ZER1), sendo comumente impedido pelo grupo a construção de empreendimentos comerciais e residenciais de maior densidade. Essa obstrução vai de acordo com o Tombamento vigente desde 2002, que visa proteger "o espaço urbano com valor histórico e referencial do processo de urbanização da periferia paulistana", apesar dessa concepção ter sido criada há um século atrás, não levando em conta o desenvolvimento urbanístico e realidade socioeconômica paulistana desde então.
Pode-se enquadrar a Associação de Moradores no movimento global NIMBY, que é alvo de críticas pela literatura moderna no campo da economia e do urbanismo.  